# Cocoseilanden
De Cocoseilanden (Engels: Cocos (Keeling) Islands, Territory of Cocos (Keeling) Islands of Cocos Islands and Keeling Islands; Maleis: Wilayah Kepulauan Cocos) zijn twee atollen ten zuidwesten van Java in de Indische Oceaan, halverwege tussen Australië en Sri Lanka. De Cocoseilanden dienen niet verward te worden met Cocoseiland, nabij Costa Rica.

## Geografie
De twee atollen vormen samen een extern territorium van Australië. Ze worden ook wel de Keelingeilanden genoemd naar de Britse kapitein William Keeling, die ze in 1609 heeft ontdekt.
De groep bestaat uit 27 eilanden met een totale oppervlakte van circa 14 km². De zes voornaamste zijn West Island (Pulo Panjang), South Island (Pulo Siput), Home Island (Pulo Selma), Direction Island (Pulo Tikus), Horsburgh Island (Pulo Luar) (die samen het atol der Zuid-Keelingeilanden vormen) en het atol North Keeling, dat een heel eind noordelijker is gelegen.
Alleen West Island en Home Island zijn bewoond. West Island is de hoofdstad, maar het plaatsje Bantam op Home Island is met 414 inwoners het grootste dorp van de archipel. In totaal tellen de Cocoseilanden 596 inwoners (2009).

## Geschiedenis

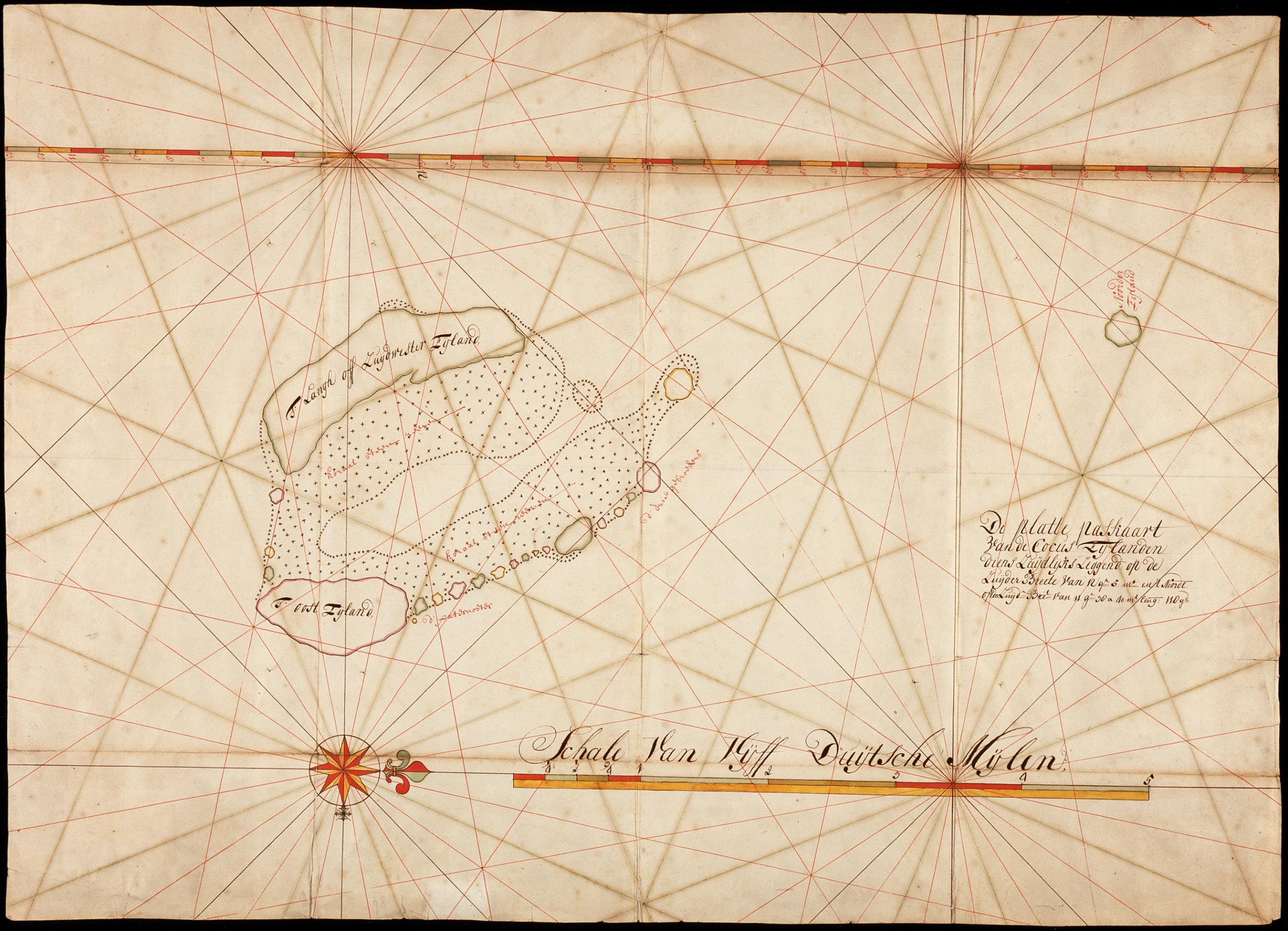
Historische kaart van de Cocoseilanden

In 1826 arriveerden er Javaanse en Sumatraanse zeelieden en vrouwen, en in 1836 werden de eilanden aangedaan door de HMS Beagle met aan boord onder anderen de jonge bioloog Charles Darwin. De eilanden werden in 1857 door de Britten geannexeerd. Ze stonden onder Brits bestuur en vielen administratief afwisselend onder Ceylon, de Straits Settlement, en Singapore. Op 4 april 1984 koos de Maleisische bevolking, de zogenaamde Cocosmaleiers, voor aansluiting bij Australië. Zij wonen vandaag de dag op Home Island, de witte Australiërs zijn gevestigd op West Island.

## Bestuur
Sinds 1 juli 1992 zijn op de Cocoseilanden de wetten van West-Australië van kracht en is het lokale bestuur ondergebracht bij de Shire of Cocos, met als voorzitter Balmut Pirus.